# David James (actor británico)

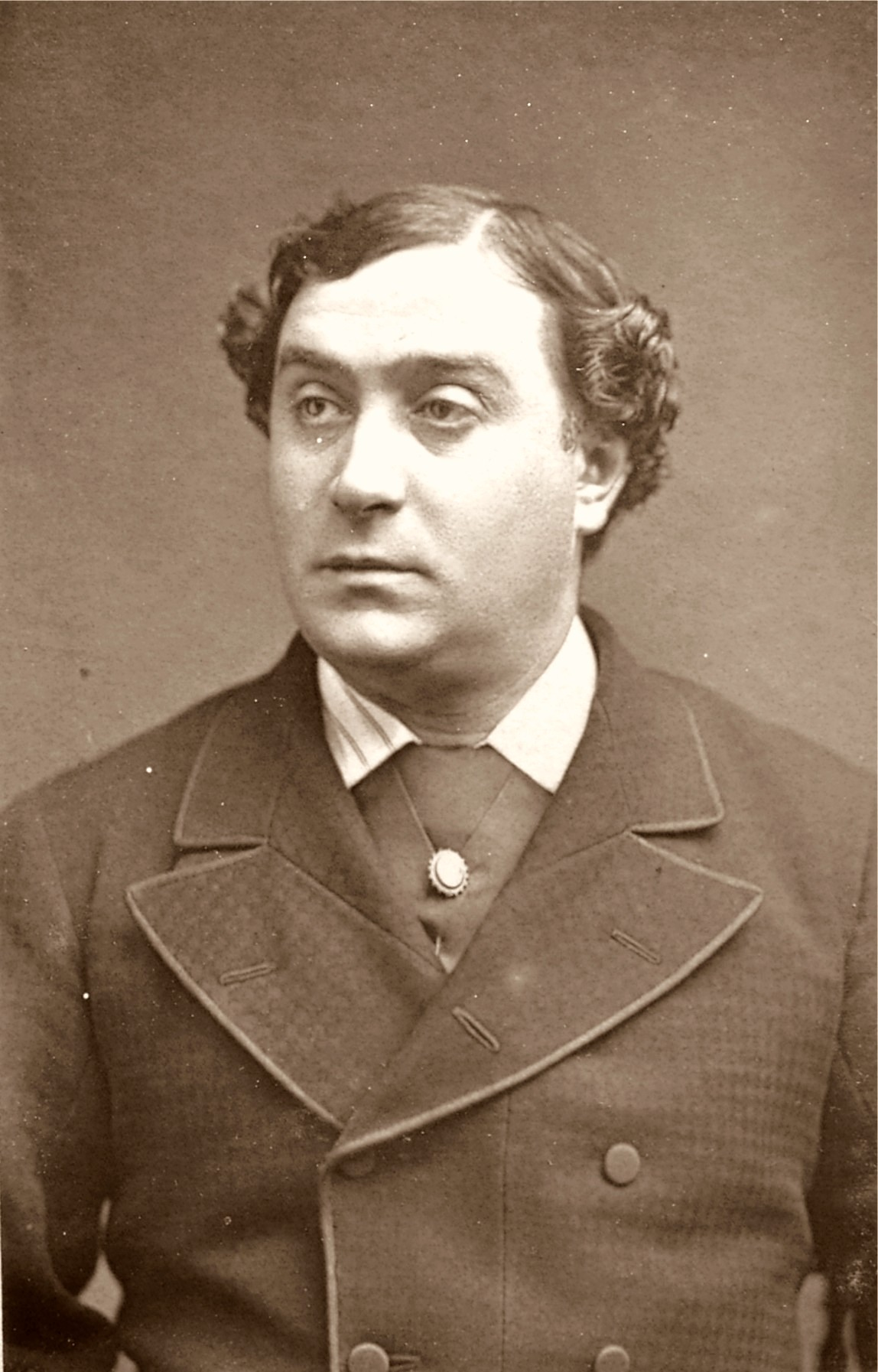
David James

David James, nacido David Belasco, (1839 – 3 de octubre de 1893) fue un actor cómico y uno de los fundadores del teatro de vodevil de Londres. Nació en Londres y sus padres fueron Moses Belasco, un sastre de origen judío sefardí, y Sophia Jacobs. Varios miembros de su familia realizaron actividades relacionadas con el teatro: su hermano era arlequín profesional y su sobrino fue el dramaturgo y empresario David Belasco. Hizo su debut como actor infantil en el Princess's Theatre, entonces dirigido por Charles Kean. Cuando joven apareció en varios burlesques. Uno de sus mejores papeles durante ese tiempo fue como Mercurio en Ixión de Francis Burnand, el cual representó en el estreno de la obra en 1863, en el Royalty Theatre.
En 1870 se unió a Henry James Montague y Thomas Thorne como los primeros administradores del recién inaugurado Vaudeville Theatre donde su mayor éxito fue el papel de Perkyn Middlewick en Our Boys de Henry James Byron, que estrenó el 16 de enero de 1875 y de la que se realizaron más de 1300 representaciones. Abandonó el Vaudeville Theatre en 1881 para trabajar en el Haymarket Theatre, seguido de una temporada en el Lyceum Theatre. En 1886, se convirtió en miembro de la compañía de Charles Wyndham en el Criterion Theatre.
A diferencia de Thomas Thorne, su compañero en el Vaudeville, que murió sin un centavo y demente, David James murió dejando una fortuna de £41 000, que legó a su sinagoga y a otras caridades judías.